# Glenview (Kentucky)
Glenview es una ciudad ubicada en el condado de Jefferson en el estado estadounidense de Kentucky. En el Censo de 2010 tenía una población de 531 habitantes y una densidad poblacional de 143,27 personas por km².

## Geografía
Glenview se encuentra ubicada en las coordenadas 38°18′4″N 85°39′3″O / 38.30111, -85.65083. Según la Oficina del Censo de los Estados Unidos, Glenview tiene una superficie total de 3.71 km², de la cual 3.69 km² corresponden a tierra firme y (0.42%) 0.02 km² es agua.

## Demografía
Según el censo de 2010, había 531 personas residiendo en Glenview. La densidad de población era de 143,27 hab./km². De los 531 habitantes, Glenview estaba compuesto por el 92.09% blancos, el 0% eran afroamericanos, el 0.19% eran amerindios, el 5.46% eran asiáticos, el 0% eran isleños del Pacífico, el 1.51% eran de otras razas y el 0.75% pertenecían a dos o más razas. Del total de la población el 1.88% eran hispanos o latinos de cualquier raza.